# Elena Dolgopolova
Elena Vladimirovna Dolgopolova (in russo Елена Владимировна Долгополова?; 23 gennaio 1980) è un'ex ginnasta russa.

## Palmarès

### Olimpiadi
- 1 medaglia:
  - 1 argento (Atlanta 1996 nel concorso a squadre)

### Mondiali
- 1 medaglia:
  - 1 argento (Losanna 1997 nel concorso a squadre)

### Europei
- 1 medaglia:
  - 1 argento (San Pietroburgo 1998 nel concorso a squadre)

### Goodwill Games
- 1 medaglia:
  - 1 argento (New York 1998 nel volteggio)